# Ochetellus
Ochetellus is een geslacht van mieren uit de onderfamilie van de Dolichoderinae.

## Soorten
- O. democles (Walker, 1839)
- O. epinotalis (Viehmeyer, 1914)
- O. flavipes (Kirby, W.F., 1896)
- O. glaber (Mayr, 1862)
- O. punctatissimus (Emery, 1887)
- O. sororis (Mann, 1921)
- O. vinsoni (Donisthorpe, 1946)